# 蚌埠公交128路
蚌埠公交128路，是中国安徽省蚌埠市的一条公交线路，由新船塘首末站开往蚌埠南站，由蚌埠市公共交通集团有限公司运营、管理。

## 历史

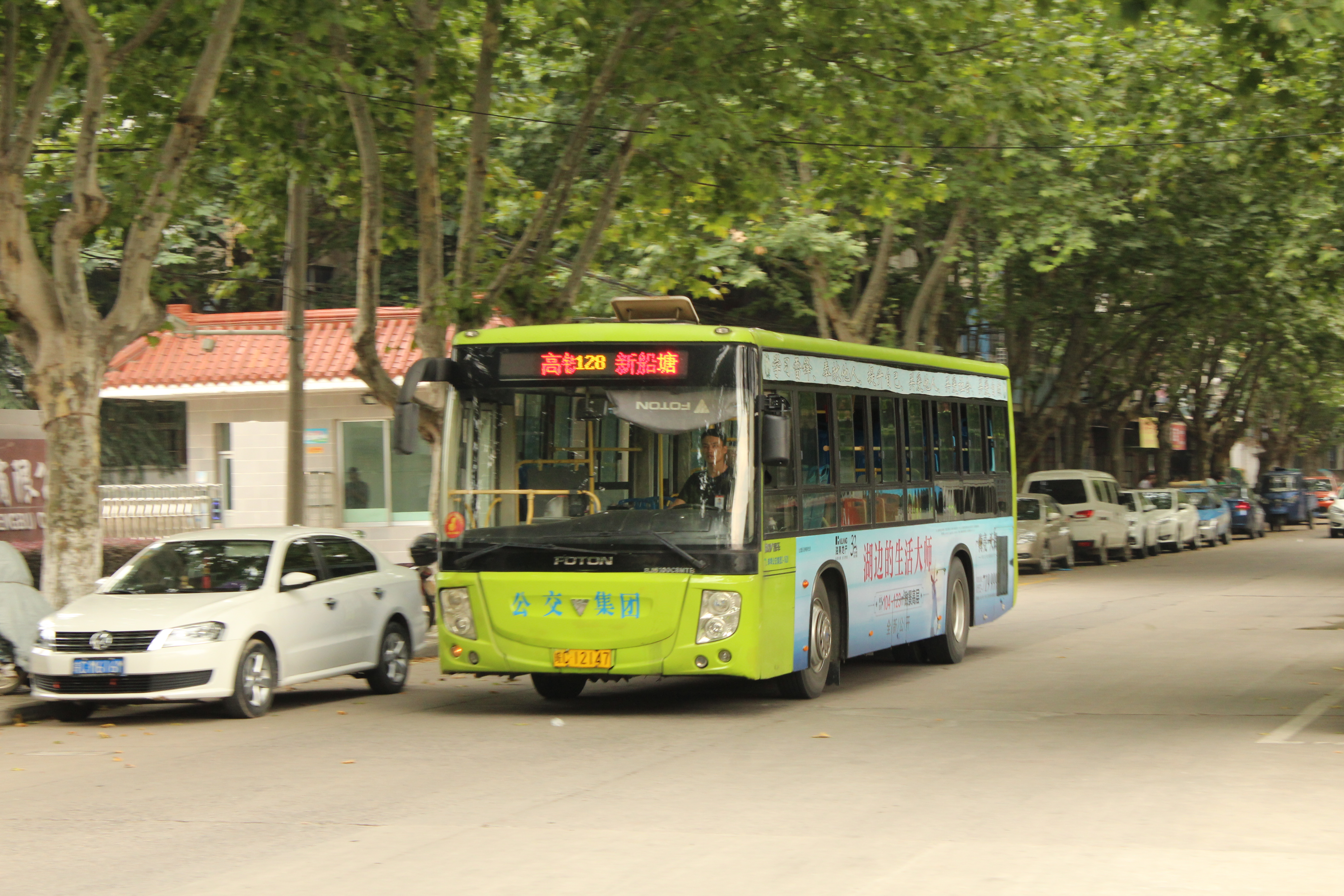
2011年首批投入运营的128路福田天然气客车
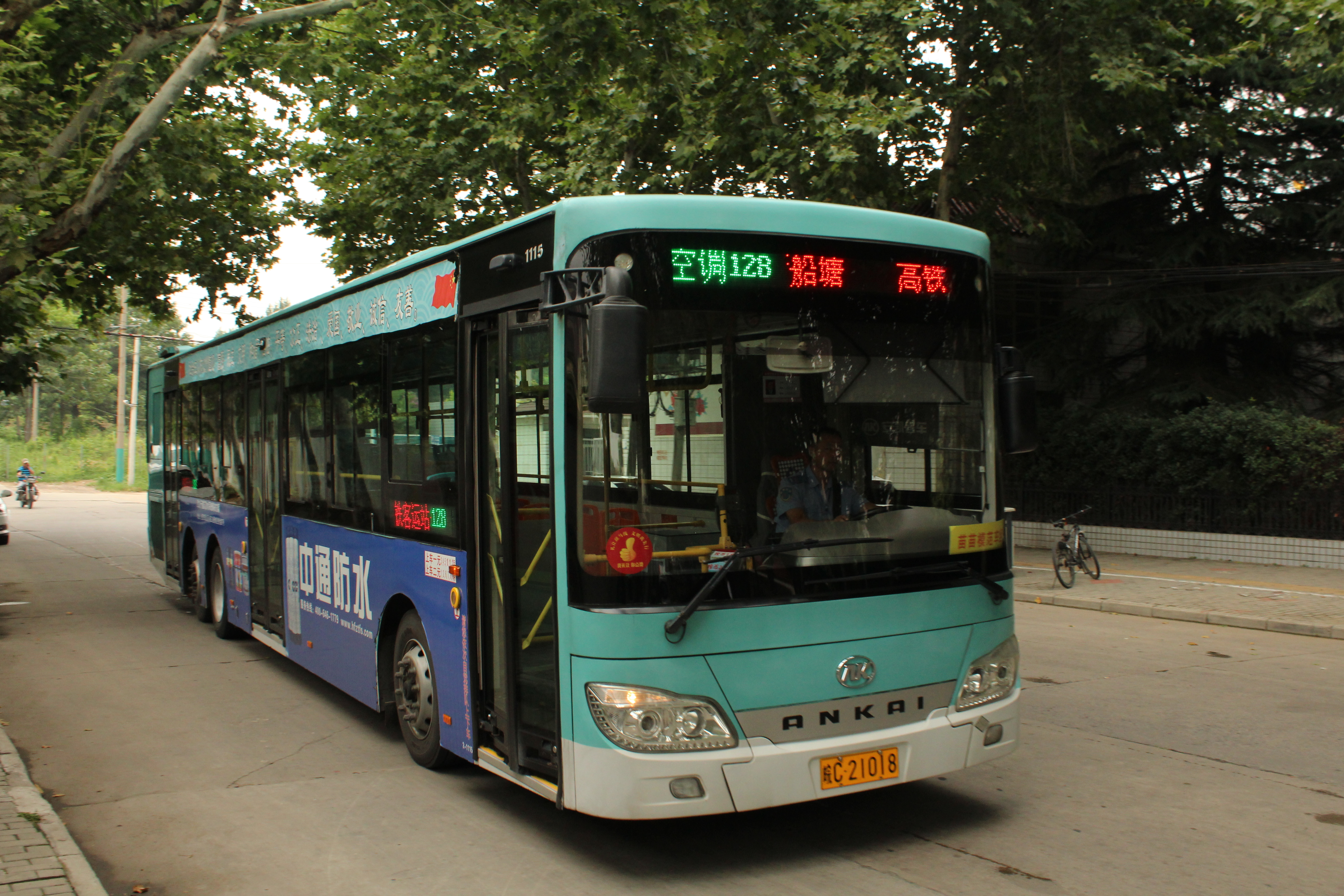
2014年购置的128路安凯三轴天然气空调车
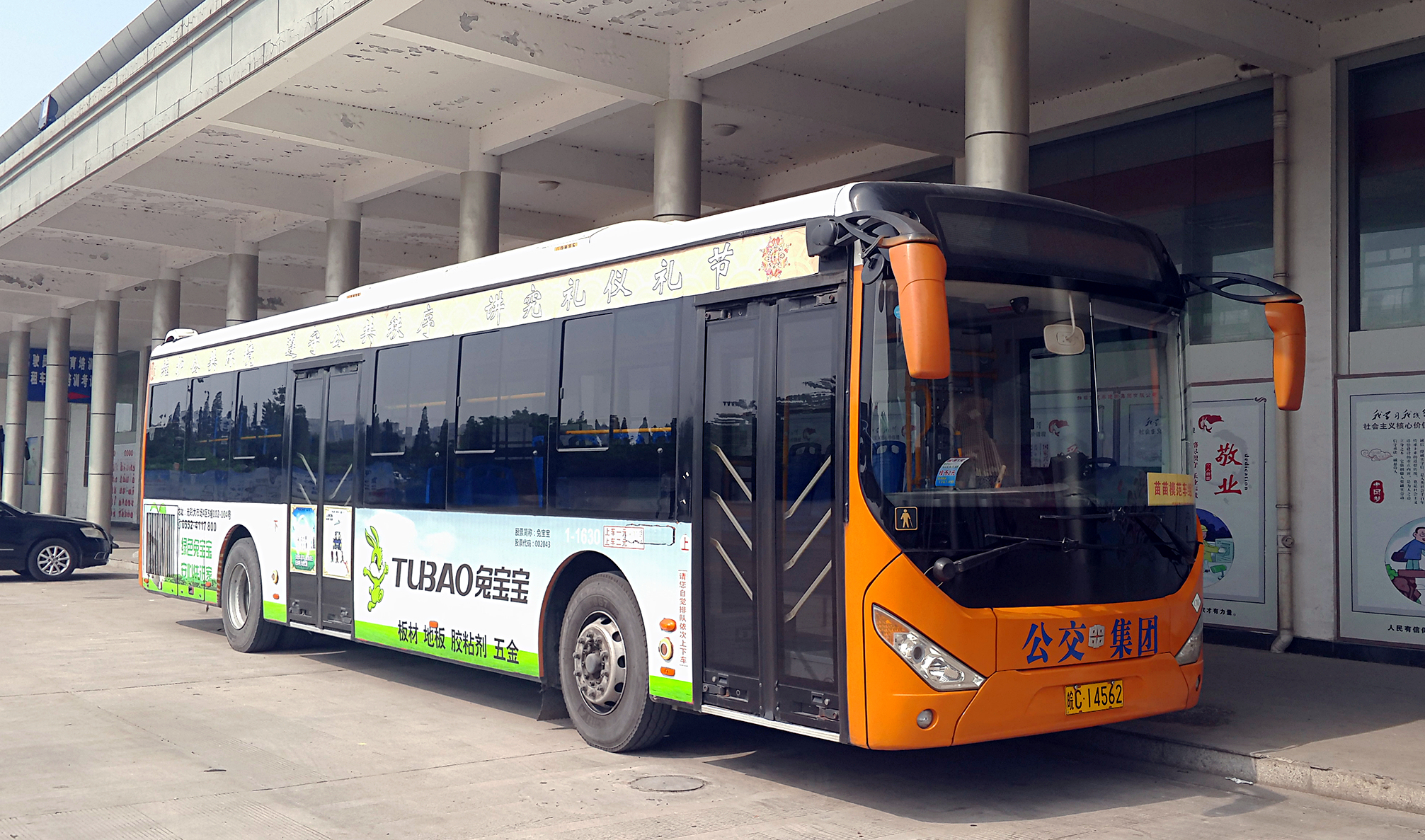
2017年初128路使用的中通天然气空调车
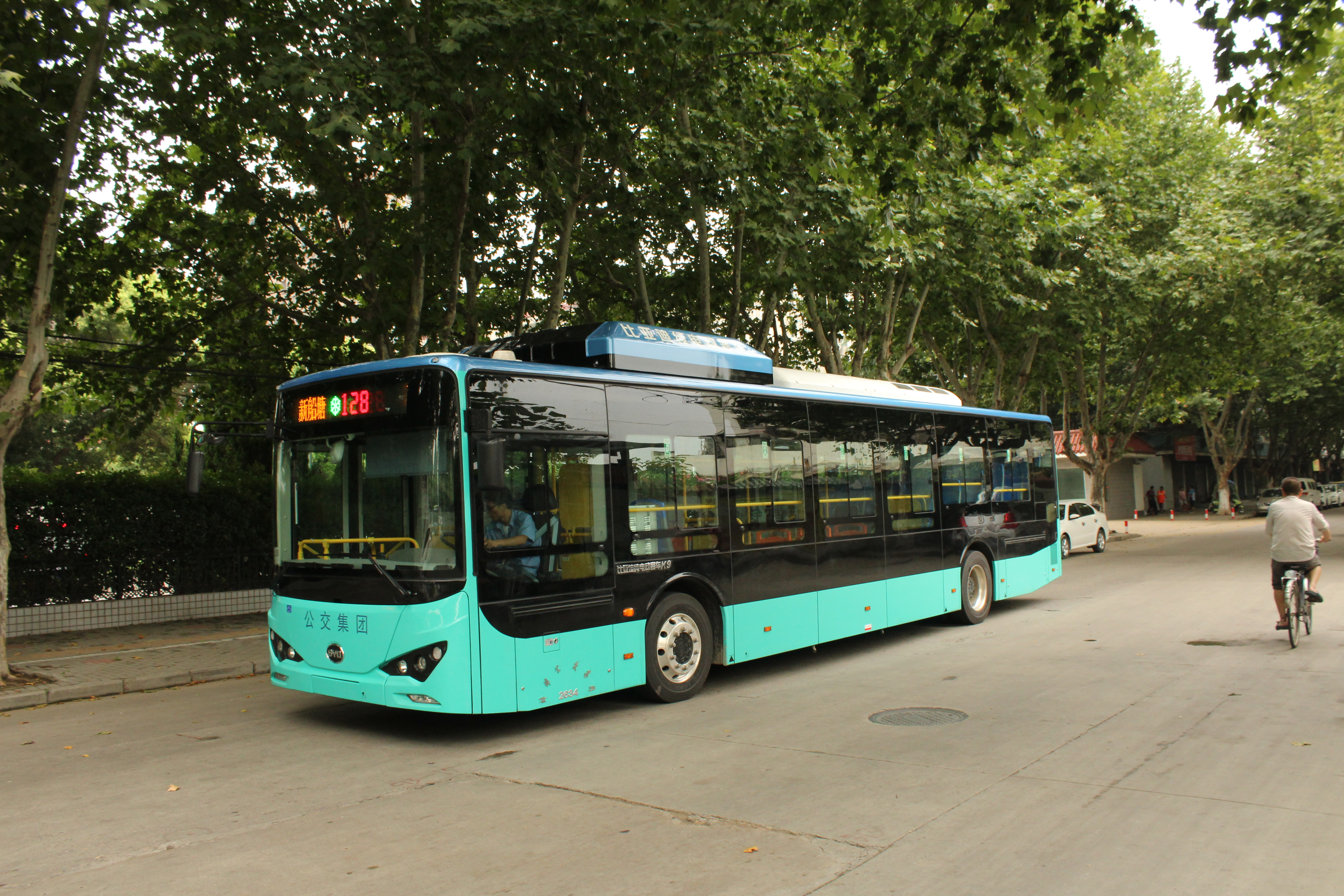
2017年7月开始128路使用的比亚迪客车
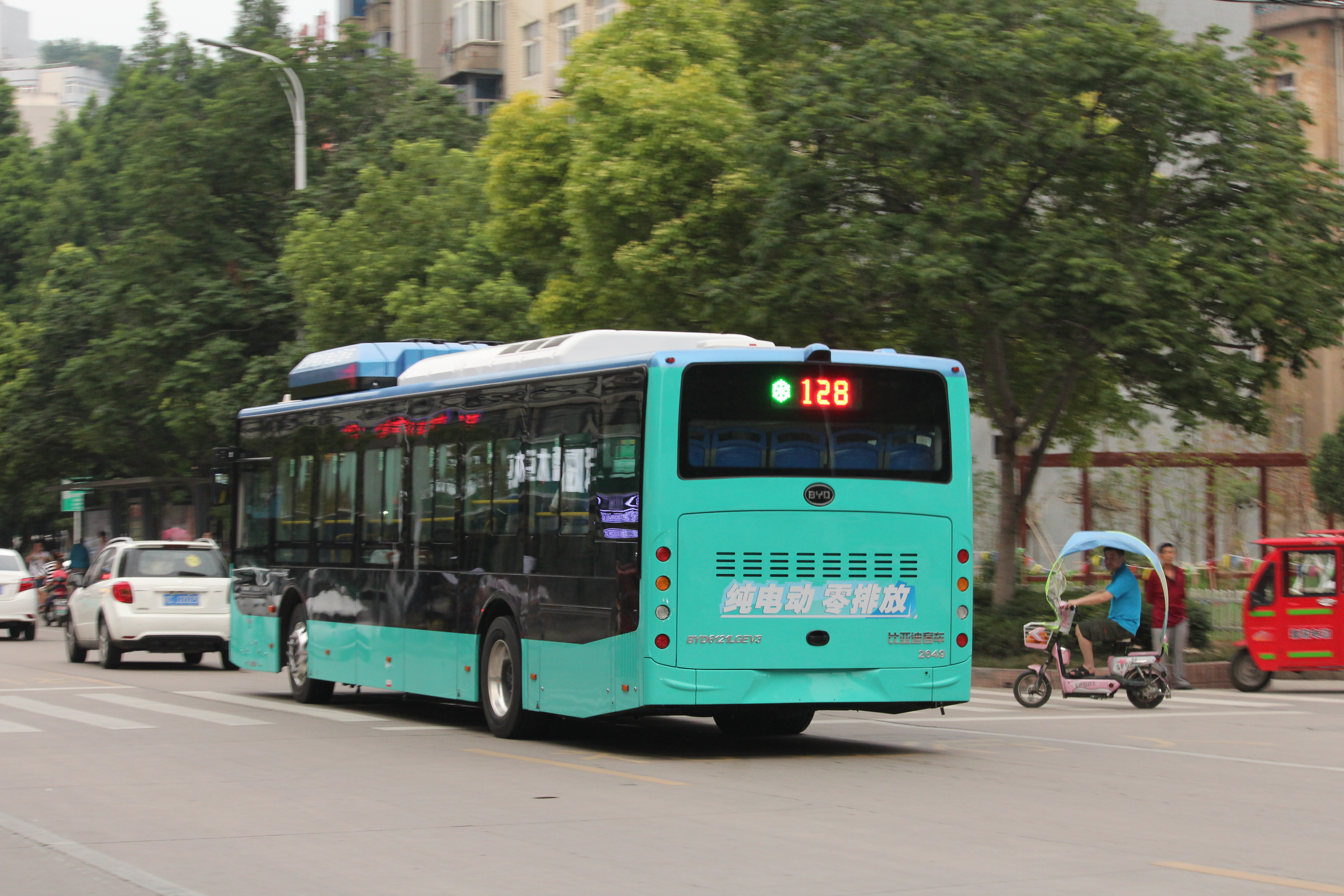
2017年7月开始128路使用的比亚迪客车

- 2011年3月，蚌埠公交集团响应市政府号召，配合京沪高铁蚌埠南站通车，购买了40台福田BJ6100C8MTB开通128路，由客运西站开往蚌埠南站。
- 2014年9月，蚌埠公交集团购置14米安凯HFF6140G06CE5型三轴天然气空调车60台，其中20台分配至128路。
- 2015年，蚌埠公交集团调整128路线路走向，将原始发站客运西站改为新船塘首末站。[2][3]
- 2017年7月，蚌埠公交集团购置的比亚迪K9FE型纯电动空调车投入128路运营。[4][5][6][7]
- 2018年3月9日，支付宝卡机在128路率先试运行。乘客可以通过支付宝手机软件进行扫码付费乘车，支付宝扫码乘车的支付票价和投币票价相同，不享受刷卡优惠。

## 站点

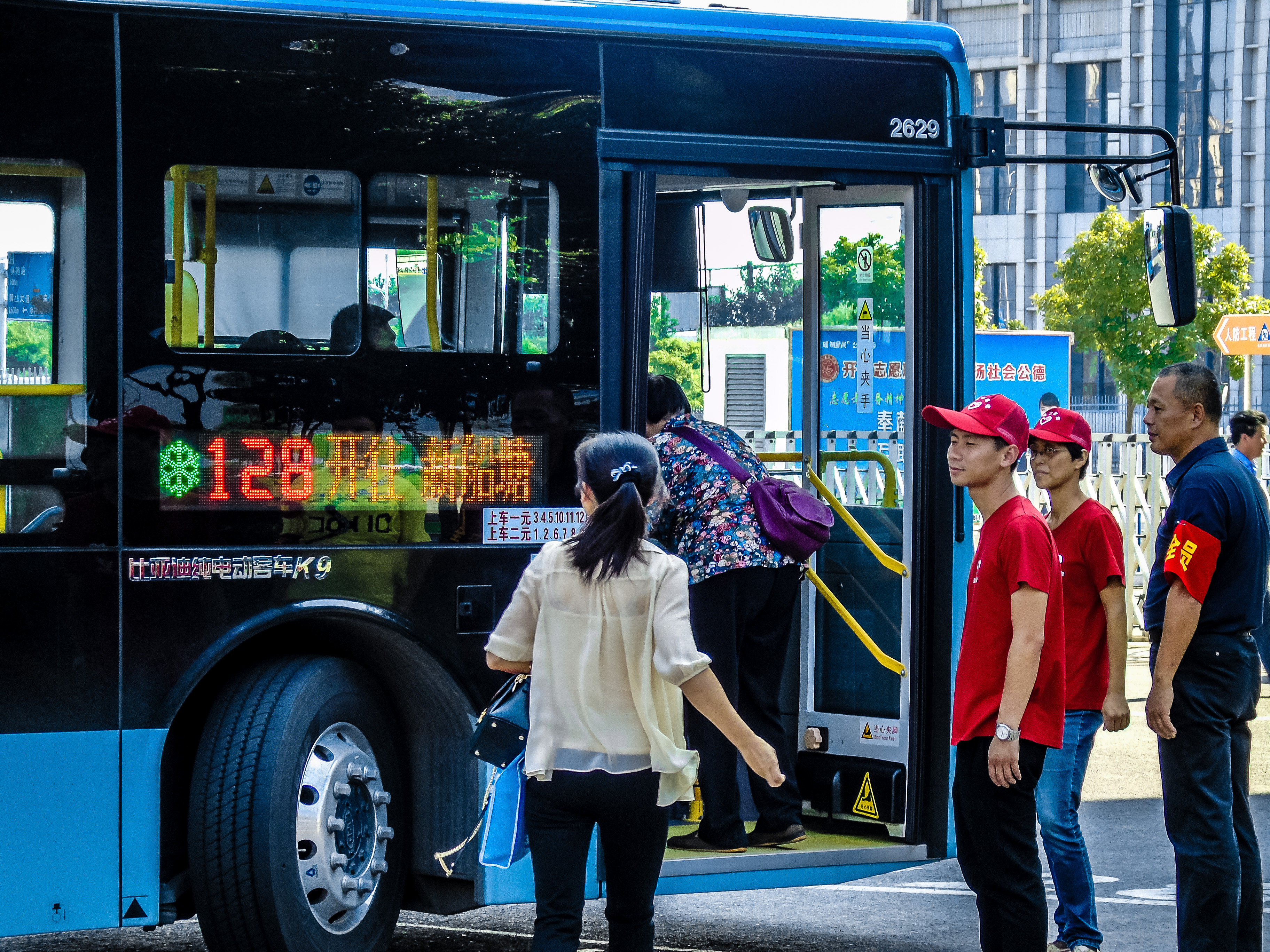
蚌埠公交128路和志愿者在蚌埠南站

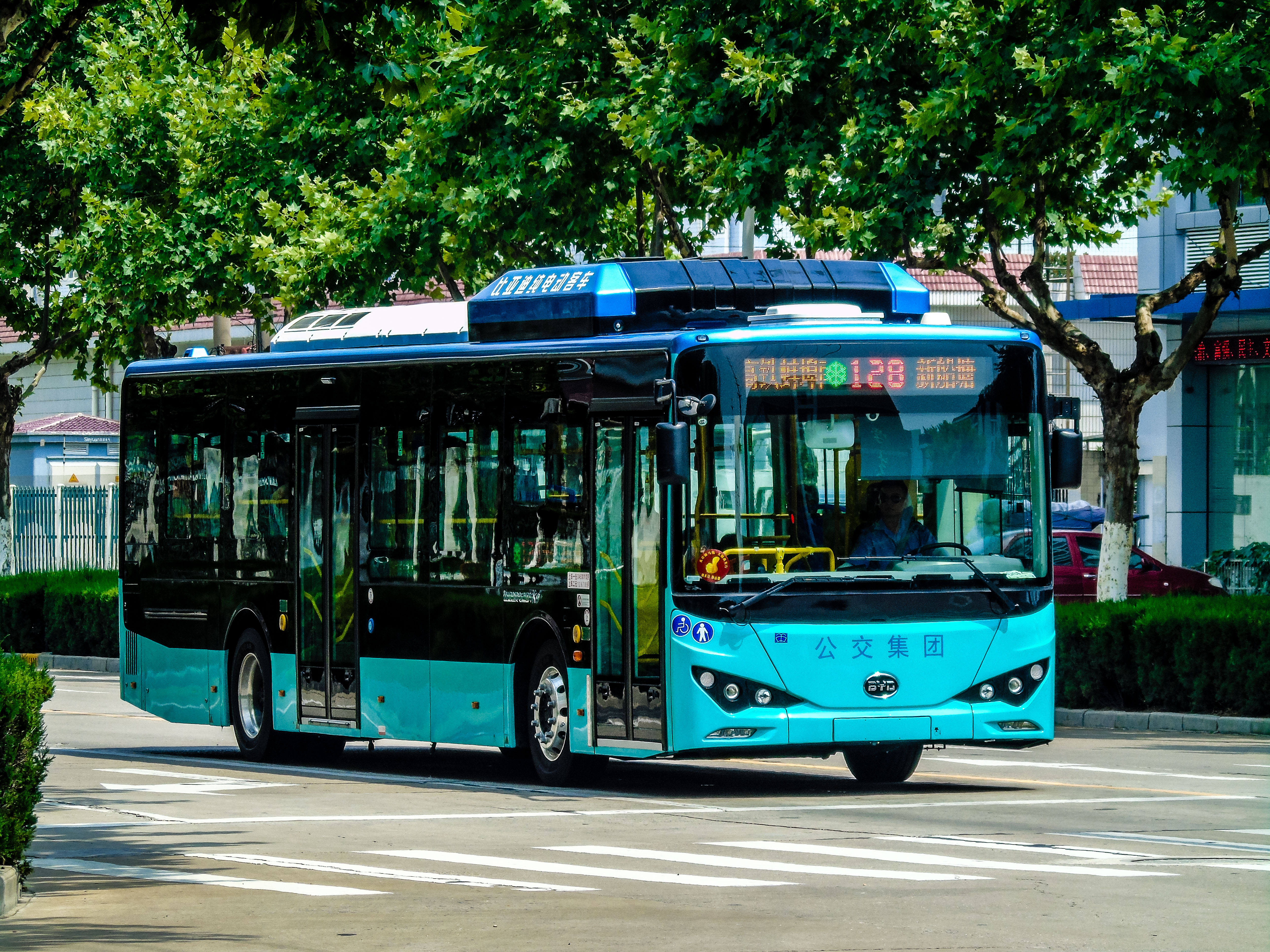
蚌埠公交128路在财大商学院站

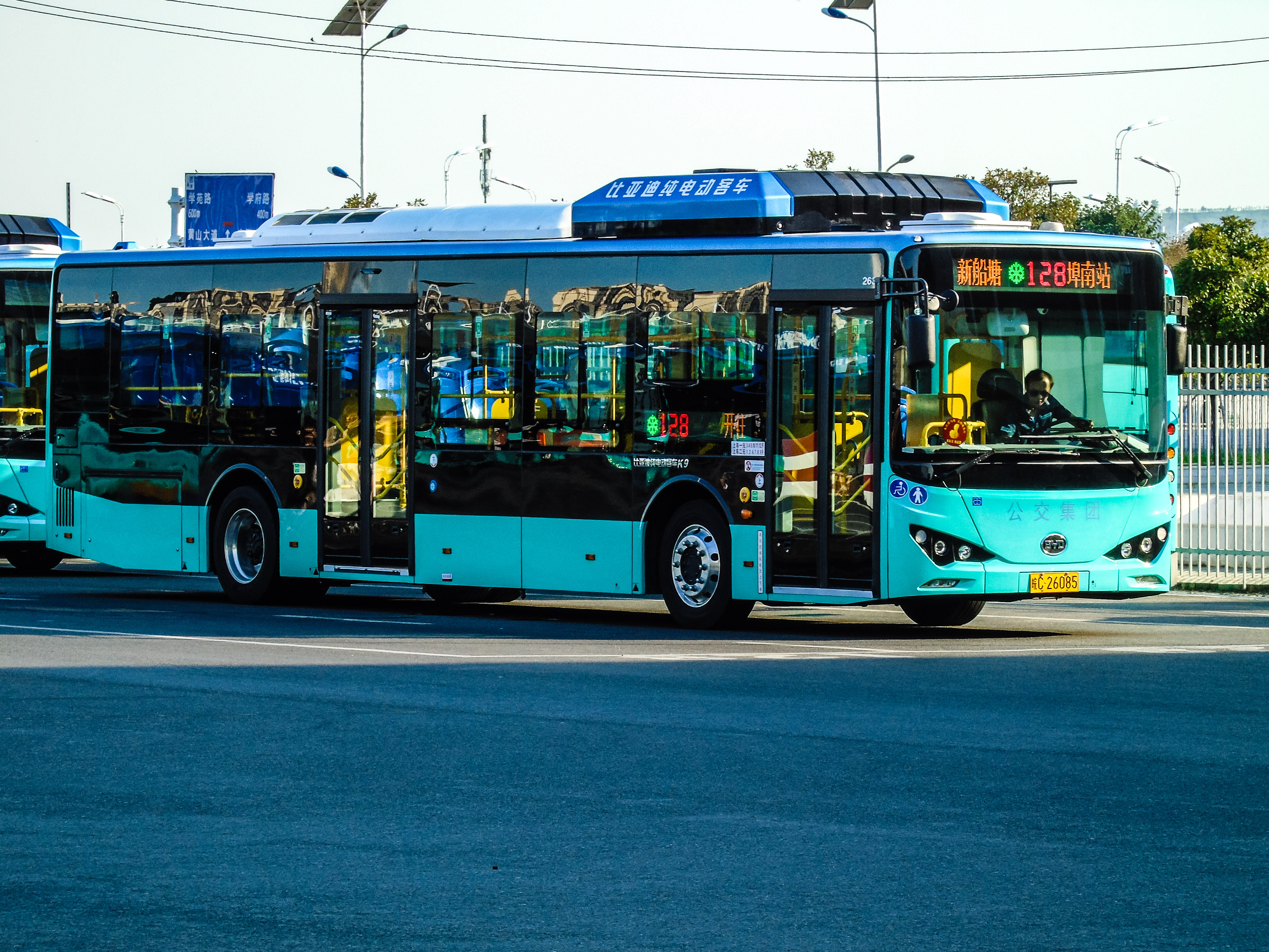
蚌埠公交128路在蚌埠南站

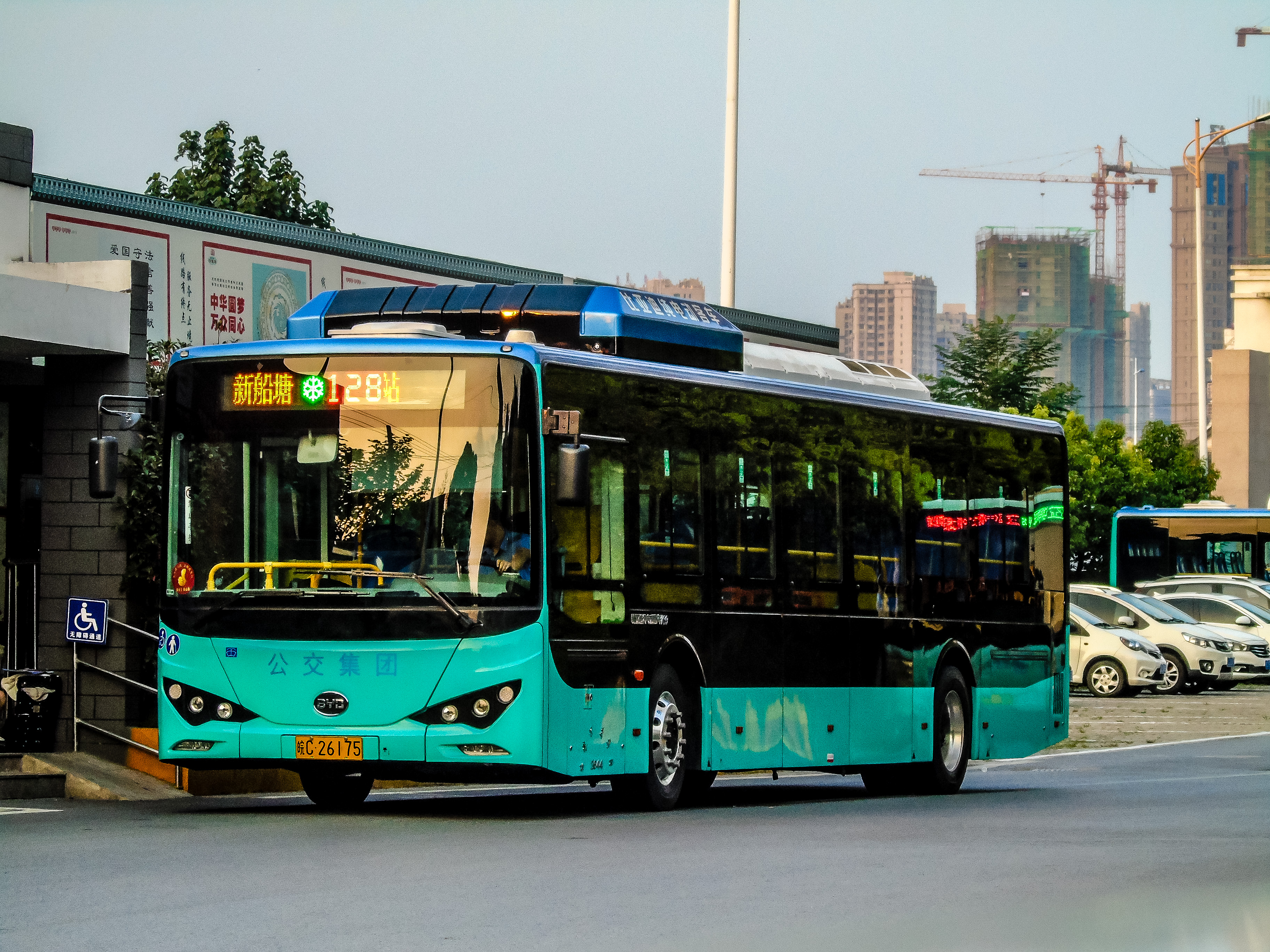
蚌埠公交128路在新船塘首末站

### 途经站
- 往新船塘首末站 ： 蚌埠南站 - 蚌埠南站广场 - 龙湖体育馆 - 龙湖春天 - 财经大学 - 财大西门 - 曹山路·东海大道 - 龙湖大桥东 - 环湖西路·东海大道 - 天湖国际 - 龙湖公园 - 菱湖山庄 - 财大商学院 - 职教中心 - 龙湖香都北门 - 解放路·兰凌路 - 马场湖货场 - 解放路·涂山路 - 人力资源产业园 - 龙子湖区青少年活动中心 - 东方明珠 - 三中·长途汽车中心站 - 交通医院 - 火车站 - 第二人民医院 - 百货大楼 - 妇幼保健院 - 淮河路·纬二路 - 淮河路·纬四路 - 新船塘首末站[8]
- 往蚌埠南站 ： 新船塘首末站 - 淮河路·纬四路 - 淮河路·纬二路 - 妇幼保健院 - 百货大楼 - 第二人民医院 - 火车站 - 交通医院 - 三中·长途汽车中心站 - 东方明珠 - 龙子湖区青少年活动中心 - 人力资源产业园 - 解放路·涂山路 - 马场湖货场 - 解放路·兰凌路 - 龙湖香都北门 - 职教中心 - 财大商学院 - 菱湖山庄 - 龙湖公园 - 天湖国际 - 环湖西路·东海大道 - 龙湖大桥东 - 曹山路·东海大道 - 财大西门 - 财经大学 - 龙湖春天 - 龙湖体育馆 - 蚌埠南站广场 - 蚌埠南站[9][10][11][12]

### 换乘站
以下内容均统计自：蚌埠市公共交通集团有限公司营运线路一览表
- 蚌埠南站 ：126路 127路 138路 微2路 K311路
- 蚌埠南站广场 ： 126路 127路 138路 微2路
- 龙湖体育馆 ： 138路
- 龙湖春天 ： 138路 K311路
- 东海大道·曹山路 ： 117路 126路 127路 138路 微2路
- 龙湖大桥东 ： 117路 126路 127路 138路 微2路 207路 222路
- 财大商学院 ： 105路 117路 129路
- 职教中心 ： 105路 107路 117路 129路 微2路
- 龙湖香都北门　：116路 129路
- 解放路·兰陵路 ： 116路
- 马场湖货场 ： 116路
- 解放路·涂山路 ： 117路 208路
- 人力资源产业园 ： 107路 208路
- 龙子湖区青少年活动中心 ： 107路 115路 129路 120路 127路 207路 208路
- 东方明珠 ： 101路 107路 118路 115路 207路 208路 222路
- 第三中学·长途汽车中心站 ：101路 107路 118路 115路 206路 207路 208路
- 第二人民医院 ： 101路 103路 104路 107路 109路 110路 111路 115路 微3路 204路 206路 207路 208路
- 百货大楼 ： 102路 103路 104路 环线1路 301路 204路
- 妇幼保健院 ： 104路 105路 301路
- 淮河路·纬二路 ： 104路 105路 110路 112路 125路 136路 301路 201路
- 淮河路·纬四路 ： 105路 110路 112路 119路 135路
- 新船塘　：　105路 108路

## 票价

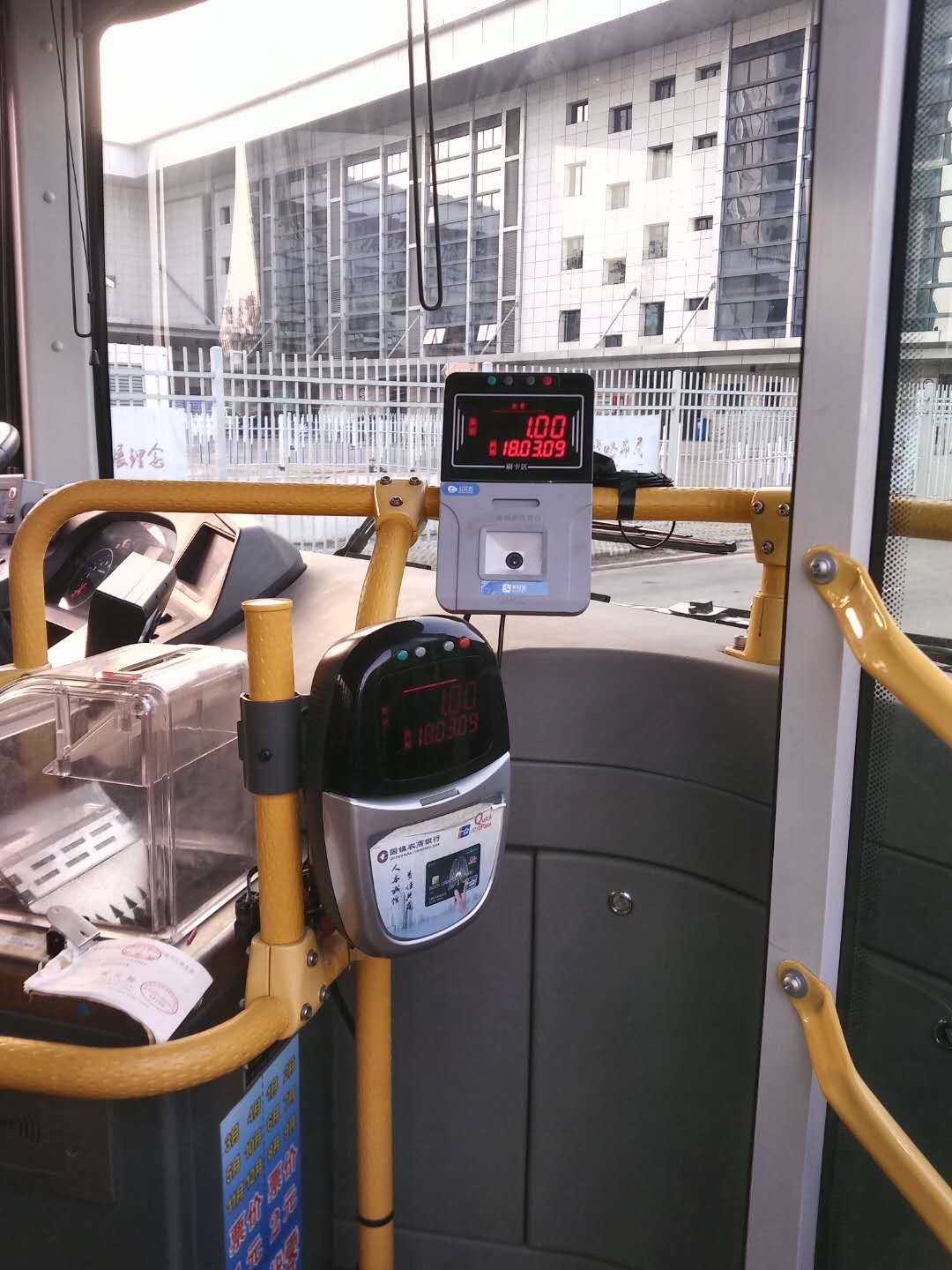
蚌埠公交128路安装的支付宝刷卡机

2018年3月15日起，支付宝刷卡机开始在蚌埠公交101路、107路、118路、126路、127路、128路、138路7条线路试运行，乘客可以通过支付宝手机软件进行扫码付费乘车，支付宝扫码乘车的支付票价和投币票价相同，暂不享受刷卡优惠。
- 未持卡乘客普通车投币1元，空调车投币2元。
- 持普通电子钱包卡普通车0.9元/次，空调车1.8元/次。
- 持学生月票卡普通车0.18元/次，成人卡0.36元/次，空调车加1元。
- 持老人卡、拥军卡、爱心卡的乘客免费乘车。[14]

## 资料来源
1. ↑  . Bbgjjt.com.   [2017-07-14]. （原始内容存档于2017-08-02）.
2. ↑  . News.hexun.com.   [2017-07-14]. （原始内容存档于2017-07-31）.
3. ↑  . Bb.ahwang.cn. 2016-07-02  [2017-07-14]. （原始内容存档于2017-08-01）.
4. ↑  .   [2017-08-19]. （原始内容存档于2020-08-11）.
5. ↑  .   [2017-08-19]. （原始内容存档于2019-07-23）.
6. ↑  .   [2017-08-19]. （原始内容存档于2017-07-31）.
7. ↑  .   [2017-08-19]. （原始内容存档于2017-08-07）.
8. ↑  2016-02-01 09:48. . News.qq.com. 2016-02-01  [2017-07-14]. （原始内容存档于2019-12-22）.
9. ↑  . Bbgjjt.com.   [2017-07-14]. （原始内容存档于2017-07-08）.
10. ↑  . Ahwang.cn. 2016-05-30  [2017-07-14].[永久]
11. ↑  . 365jia.cn.   [2017-07-14]. （原始内容存档于2019-10-30）.
12. ↑  . News.hexun.com. 2015-08-07  [2017-07-14].[永久]
13. ↑  【支付宝乘车】蚌埠云公交卡使用指南 新浪微博
14. ↑  . Bbgjjt.com.   [2017-07-14]. （原始内容存档于2018-03-09）.